# قائمة أهوار العراق

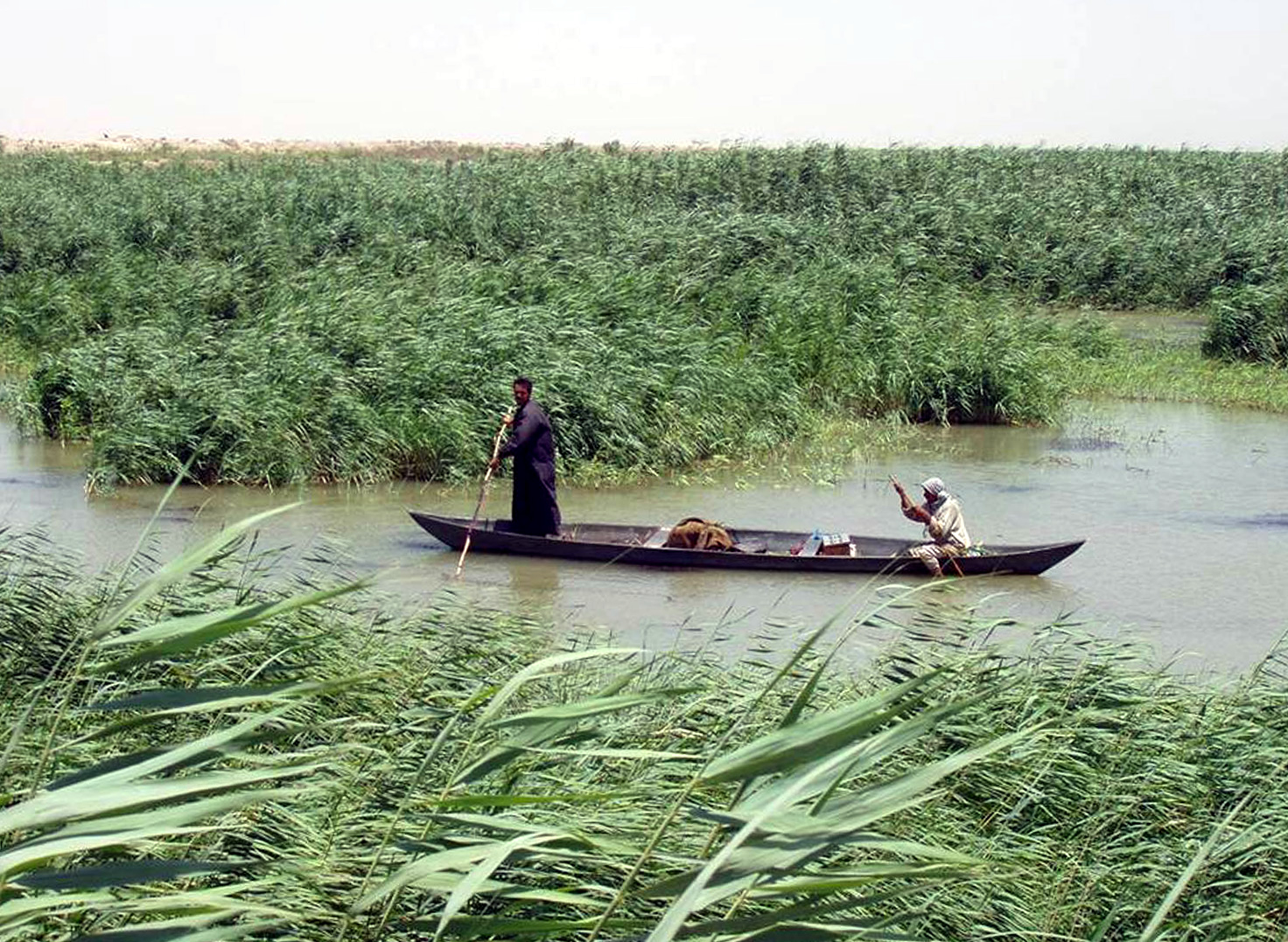
الأهوار جنوب العراق

قائمة بأسماء الأهوار في العراق.

## أهوار العراق
- هور زجري
- هور عليوي
- أهوار السينية
- أهوار الساعدية
- هور الشيب
- هور الكسارة
- هور شخيتر
- هور الكرماشية
- هور السادية
- هور الدجيلة
- هور سيخاوي
- هور الجفاني
- هور شاه علي
- هور دويمة
- هور برهان
- هور العريمة
- هور العكيل
- هور رويد
- هور سفار

### أهوار محافظة واسط
- هور الشويجة
- هور الدلمج (مشترك مع القادسية)

### أهوار محافظة الديوانية
- أهوار الشامية
- هور ابن نجم (مشترك مع النجف وبابل)
- هور عفك
- هور الدلمج (مشترك مع واسط)

### أهوار محافظة بابل
- هور ابن نجم (مشترك مع النجف والقادسية)

### أهوار محافظة كربلاء
- هور أبي دبس
- هور الشنافية

### أهوار محافظة النجف
- هور ابن نجم (مشترك مع القادسية وبابل)

### أهوار محافظة ذي قار
- هور الحمّار
- أهوار الجبايش
- الأهوار الوسطى (مشترك مع ميسان والبصرة)
- أهوار القرنة (مشترك مع البصرة)
- هور السناف
- هور أبو زرك
- هور العدل
- أهوار الفهود
- هور غموكة

### أهوار محافظة ميسان
- هور الميمونة
- هور أم البقر
- هور السعدية
- هور الحويزة (مشترك مع البصرة)
- الأهوار الوسطى (مشترك مع ذي قار والبصرة)
- هور السنية
- هور عودة
- هور السودة
- هور العظيم
- هور أم نعاج
- هور الترابة
- هور المالح
- هور الصحين
- هور أبي كلام
- هور الجكة

### أهوار محافظة البصرة
- هور كرمة علي
- هور أم البني
- الأهوار الوسطى (مشترك مع ميسان وذي قار)
- هور الحويزة (مشترك مع ميسان)
- أهوار القرنة (مشترك مع ذي قار)

## انظر ايضًا
- أهوار العراق
- قائمة مواقع رامسار في العراق